# Seedfeeder

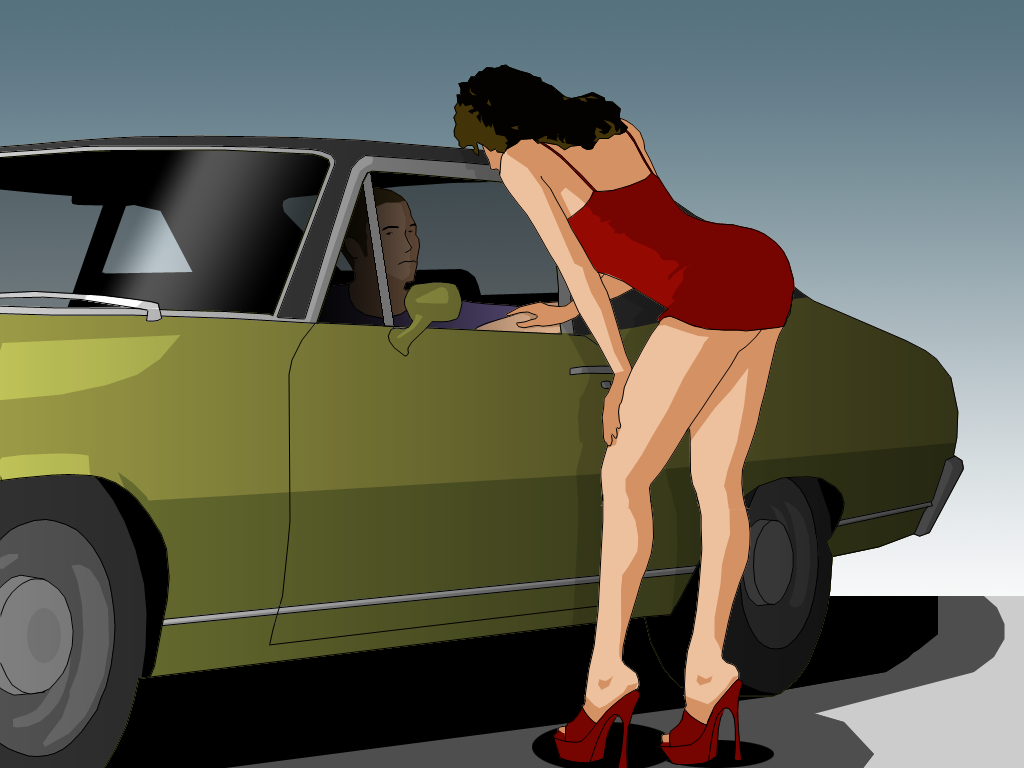
停車している車の運転手に話しかける売春婦を描いたSeedfeederによるイラスト

Seedfeederは、オンライン百科事典であるウィキペディアの記事に掲載される、エロティックなイラストの投稿者として知られる匿名のイラストレーターである。2008年から2012年にかけて、さまざまな性的な行為を描いた画像48点を制作した。Seedfeederのイラストは賛否両論だった。一部のウィキペディア編集者からは人種差別的、性差別的なニュアンスがあるという声があがったが、 ゴーカーのアンディ・クッシュは「ウィキペディアが生んだ性行為に関する最も偉大なアーティスト」と呼び、アート販売サイトアートネット(Artnet)のコラムニスト、パディ・ジョンソンはSeedfeerの作品を2014年のデジタル・アートのトップ10の一つに数えている。

## 作品
Seedfeederは英語版ウィキペディアの35の記事のためにさまざまな性行為のイラスト48点を投稿した。英語版以外の様々な言語版のウィキペディアの記事で利用されているが、同時に彼のイラストはクリエイティブ・コモンズ・ライセンスの条件のもとで、改変および再利用が可能となっている。作品はすべてベクター画像で描かれ、前景の人・モノなどの主題には鮮やかなグラデーションがほどこされ、背景はモノトーンであることが特徴である。Seedfeeder自身は複雑な背景を描く技術が自分にはないと語っている。その簡略化された無機質な作風は、旅客機の安全のしおりのイラストにもたとえられている。 Seedfeederの投稿したイラストが使われたことのあるウィキペディアの記事には以下のものがある。
 
Seedfeederは2012年6月にウィキペディアを引退している。

## 評価

### リアクション

指輪をした黒人の女性が指輪をしていない白人男性にフェラチオをするイラスト。人種差別を助長すると英語版の記事から除去されたことがある。

Seedfeederのイラストは様々な言語のメディアに取り上げられている。2014年にはゴーカーのアンディ・クッシュ(Andy Cush)がSeedfeederの「赤裸々で生々しい」そのイラストに触れた記事を書いており、記事中には「ウィキペディアの偉大なセックス・イラストレイター、Seedfeederのベスト作品集」と題した代表作紹介がおこなわれた。さらにクッシュは、Seedfeederを「ウィキペディアにおいて最も性行為描写にすぐれたアーティスト」であり、その作品が「一目でわかり」「描かれている題材のどぎつさに匹敵するインパクトがある」とたたえている。 Cracked.comのシリアク・ラマー(Cyriaque Lamar) は、Seedfeederのイラストが「めちゃめちゃ笑える」と評価し、かつ航空機の安全のしおり（パンフレット）に例えている。一方でラマーはイラストんい教育的な価値を認めつつも、実際の教材としてはあまりにもポルノによりすぎているとも指摘している。同サイトの記事では「ウィキペディアの最高に恐ろしい 性行為に関するイラスト6選」と題した作品紹介も行っている。
ハフポストのアンドレス・ハウレギ(Andres Jauregui)によればSeedfeederのイラストは「遠慮とは無縁の代物」であり、「性行為という強烈な対象を無機質な、説明書のようなスタイルで描くことで、Seedfeederのイラストはタブー視さえされうる性的な営みを日常的な行為としてとらえなおすような効果がある」。さらに彼は、Seedfeederのイラストに描かれた性行為は「気持ち悪いというわけではく、むしろビニールのように無機質で、超然としていて、イラストレイター自身がインスパイアされたと語るように飛行機の安全のしおりにも似た、異様なほどに淡々と描かれている」。そして、「これをアートではないが、さりとてポルノでもない、という見方もあるだろう。Seedfeerderの作品は教育的だが、単なる図解をこえた価値をもっている」。アートネットのコラムニスト、パディ・ジョンソン(Paddy Johnson)は、Seedfeederの作品を「2014年のデジタルアート作品トップ10」に数えている。

### 批判
Seedfeederの作品はウィキペディアにおいて物議をかもした。一部のウィキペディア編集者からは、人種差別的・性差別的なメッセージが垣間見えると受け取られ、 英語版の記事から画像が除去されたこともある。黒人男性が白人女性の顔に射精するイラストには、人種差別であり女性に対する暴力を助長する、という利用者からより強い批判の声があがった。
性行為に関する記述に画像やイラストを挿入しないほうがいいという意見に対して、Seedfeederは「私はよくよく考えたうえで、ウィキペディアのあらゆる記事は関連性のある画像、音声、動画、すべての形式のメディアが含まれているべきだという主張をしている。例外なく、すべての記事で。だから『画像は必要ない』という意見に立つ議論にはかけらほどの重みも感じない。無だ」と反論している。ポーランドのWEBメディアであるNaTemat.plのインタビューで、性科学者のアンドジェイ・デプコはイラストに描かれたは性行為には何も目新しいものはない性そのもので、それ自体を不快に感じるべきではない、と擁護した。
イラストが子供の目に触れる可能性について批判されたSeedfeederは「子供がそういう話題を自分から検索して見つけているのなら…、すでに多少なりとも知識があるということで…、そこから先に進む用意ができたと思ったのだろう」と述べている。